# تشارلز بوكس
تشارلز بوكس هو سياسي أمريكي، ولد في 1951 في روكفورد في الولايات المتحدة. نشط حزبياً في الحزب الديمقراطي.